# Тутікорін
Тхутхукуді (раніше називалося Тутікорін) — портове місто, муніципальна корпорація та промислове місто в районі Тхутхукуді в індійському штаті Тамілнаду. Місто розташоване на Коромандельському узбережжі Бенгальської затоки. Тхутхукуді — столиця і штаб-квартира округу Тхутхукуді. Воно розташоване приблизно за 590 кілометрів (367 миль) на південний схід від Ченнаї, 190 кілометрів (118 миль) на північний схід від Тіруванантапурам і 580 кілометрів (360 миль) на південний схід від Бенгалуру. За даними Конфедерації індійської промисловості, Тхутхукуді має другий найвищий індекс людського розвитку в Тамілнаду після Ченнаї. Місто Тхутхукуді є штаб-квартирою Tamilnad Mercantile Bank Limited, одного з провідних банків приватного сектора Індії. Основні навчальні заклади в місті це — Державний медичний коледж Тхутхукуді, Технікум рибного господарства та науково-дослідний інститут, Морську академію Тамілнаду, коледж V.O. Chidambaram, коледж Камарадж, Університет Анни (кампус Тхутхукуді) та Державний політехнічний коледж. Адміністрація порту VO Chidambaranar є одним із головних портів Індії. Тхутхукуді — енергетичний і промисловий центр Південної Індії, що розвивається.
Тхутхукудіі відоме як «Місто перлин» завдяки вилову перлів, що проводиться в місті. Це комерційний морський порт, який обслуговує внутрішні міста південної Індії та є одним із морських воріт Тамілнаду. Це також один із головних морських портів Індії, історія якого сягає 6 століття нашої ери. Вважається, що місто має значну давнину і в різні часи ним правили ранні пандьї, середньовічні чоли, пізніші чоли, пізніші пандьї, султанат Мабар, султанат Тірунелвелі, імперія Віджаянагар, мадурайські наяки, чанда Сагіб, Королівство карнатики, Португалія, Голландія та Британія. Тхутхукуді заселили португальці, голландці, а пізніше Британська Ост-Індійська компанія.
Місто управляється муніципальною корпорацією Тхутхукуді, яка займає площу 353,07 км2 (136,32 миля2) і мав населення 628 000 у 2024 році. станом на  2011 міська агломерація мала населення 986 000. Більшість жителів міста зайняті в соляних промислах, морській торгівлі, рибальстві та туризмі.
21 острів між берегами Тхутхукуді та Рамешварам у Манарській затоці відомий як перший морський біосферний заповідник Індії та має близько 36 000 видів флори та фауни. Ця заповідна територія називається морським національним парком Маннарської затоки. Свято Божої Матері Сніжної базиліки відзначається щорічно в серпні. Це, а також фестивалі храму Шиви, включаючи фестивалі колісниць Аді Амавасай, Састі та Чіттірай, є головними фестивалями регіону. Автомобільні дороги є основним видом транспорту в Тхутхукуді, а в місті також є залізничний, повітряний і морський транспорт.

## Історія
Тхутхукуді також відоме під назвою «місто-перлина». Його також називають «морськими воротами Тамілнаду». Тхутхукуді є частиною узбережжя Pearl Fisher і відоме своєю промисловістю видобутку перлів і суднобудування.
Стародавнє місто Коркай, поблизу сучасного Тхутхукуді, було центром морської торгівлі та вилову перлів протягом понад 2000 років. Географія Птолемея згадує Коркай як центр вилову перлів, описуючи комерційні відносини між західною Індією та Александрією, головним східним торговим центром Римської імперії. У Періпла йдеться, що імперія Пандьян простягалася від Комарі на північ, включаючи Коркай, де був промисел перлів. Згодом імперія Віджаянагара захопила Тхотхукуді. Вело торгівлю з португальцями. Імперія розпалася на королівства наяків, які були повалені навабами з Аркота. Наваби зрештою поступилися землею британцям у 1801 році.
Португальці заснували порти в Тхутхукуді в 16 столітті, а голландці зайняли ці порти в 17 столітті, про що свідчать монети з пагод. Протягом 18 століття англійці пересилили та окупували місто. Будучи портовим містом, воно привернуло увагу правителів за покращення своєї торгівлі, тому в 1866 році воно отримало статус муніципального. Рао Багадур Круз Фернандес і J. L. P. Roche Victoria як голови муніципальної корпорації зробили значний внесок, заклавши основи для сучасного Тхутхукуді.
20 жовтня 1986 року в Тамілнаду народився новий район, який був виділений із колишнього району Тірунелвелі та названий на честь В. О. Чідамбаранара, видатного національного лідера родом з Оттапідараму, який очолював Рух Свадеші на півдні. З 1997 року район отримав назву на честь свого головного міста Тхутхукуді.
Тхутхукуді стало цитаделлю боротьби за свободу на початку 20 століття.

### Історія портів

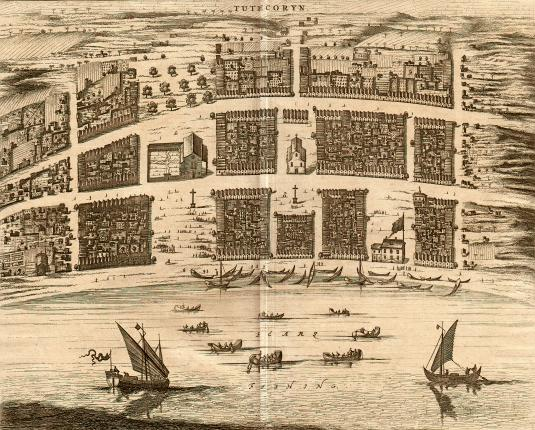
Вид на голландський порт у Тхутхукуді, 1752 рік

Головна гавань Тхутхукуді добре відома як центр пірнання та риболовлі на перли. Це один із найстаріших морських портів у світі, він був морським портом королівства Пандьян після Коркая, поблизу Палаякаяла. Пізніше він був захоплений португальцями в 1548 році, захоплений голландцями в 1658 році і переданий британцям в 1825 році. Збудований у 1842 році маяк поклав початок історії розвитку гавані в місті. Тхутхукуді було створено як муніципалітет у 1866 році з JMB Roche Victoria як його першим головою.
Воно отримало статус корпорації 5 серпня 2008 року, після 142 років існування муніципалітету. Після розширення в 2011 році корпорація Тхутхукуді розділена на 60 відділів, які складаються з чотирьох зон, тобто Сходу, Заходу, Північної та Півдня. Східна зона має 14–16 і 19–33 палати; Західна зона має 34–47 палат; Північна зона має 1–13 та 17, 18 палати; а південна зона має 48–60 палат.
Незначний порт якірної стоянки Тхутхукуді з об'єктами меншого віку мав процвітаючий рух протягом понад століття. Перший дерев'яний причал у цьому порту був введений в експлуатацію в 1864 році. Цей порт використовувався для експорту солі, бавовняної пряжі, листя сенни, стебел пальміри, волокон пальміри, сухої риби, сільських ліків та інших товарів до сусідніх країн, а також для імпорту вугілля, бавовни, копри, бобових і зерна. Другий порт Тхутхукуді є проміжним портом, обробляючи найбільший тоннаж перевезень понад 1 мільйон на рік.

## Географія і клімат
Тхутхукуді — портове місто, розташоване в затоці Маннар, близько 125 км (78 миля) на північ від Канья-Кумарі, і його околиці утворюють частину прибережної смуги, яка утворює безперервну ділянку рівнинної місцевості, де-не-де послаблену невеликими виходами скель. Регіон, що оточує Тхутхукуді, рясно всіяний резервуарами з дощовою водою. Червоний ґрунт, знайдений на південному боці міста Тхутхукуді, складається з кварцу та різної кількості дрібного червоного сухого пилу. Порт всепогодний. Бухта, утворена Заячим островом, Девілс-Пойнт і основною сушею, надійно захищає ліхтарів від мусонної погоди. Пляж Тхутхукуді характеризується спокійним бризом і дуже низькими хвилями, що створює образ великої річки.
На Тхутхукуді панує жаркий напівпосушливий клімат (Köppen BSh), який характеризується спекотним літом, спекотною зимою та інколи сильним дощем під час північно-східного мусону. Літо триває з березня по червень, коли клімат дуже вологий. Тхутхукуді реєструє максимальну температуру 39 °C (102 °F) і мінімальною температурою 32 °C (90 °F). Достатня кількість опадів у місті випадає лише в жовтні та листопаді. Місто отримує близько 444 мм (17,5 дюйм) кількість опадів від північно-східного мусону, 117,7 мм (4,63 дюйм) влітку 74,6 мм (2,9 дюйма) взимку та 63,1 мм (2,5 дюйма) під час південно-західного сезону мусонів. Найхолодніший місяць — січень, а найжаркіші — з травня по червень. У місті дуже висока вологість, оскільки воно розташоване в прибережній зоні.
21 острів між берегами Тхутхукуді та Рамешварам у Маннарській затоці оголошено першим морським біосферним заповідником Індії. Близько 36 000 видів флори та фауни існує в регіоні, який вкритий мангровими заростями, піщаними берегами та ложами морської трави, сприятливими для гніздування черепах. Регіон навколо берегів Тхутхукуді є домівкою для рідкісної морської флори та фауни. Коралові рифи та перлинні устриці є одними з екзотичних видів, тоді як водорості, рифові риби, голотурії, креветки, омари, краби та молюски дуже поширені. Із 600 зареєстрованих сортів риби в регіоні 72 визнані комерційно важливими. Тепловий скид від теплових станцій і надмірний стік ропи з соляних копалень значною мірою впливають на флору і фауну в регіоні.
| Клімат {{{location}}} | Клімат {{{location}}} | Клімат {{{location}}} | Клімат {{{location}}} | Клімат {{{location}}} | Клімат {{{location}}} | Клімат {{{location}}} | Клімат {{{location}}} | Клімат {{{location}}} | Клімат {{{location}}} | Клімат {{{location}}} | Клімат {{{location}}} | Клімат {{{location}}} | Клімат {{{location}}} |
| Показник              | Січ.                  | Лют.                  | Бер.                  | Квіт.                 | Трав.                 | Черв.                 | Лип.                  | Серп.                 | Вер.                  | Жовт.                 | Лист.                 | Груд.                 |                       |
| --------------------- | --------------------- | --------------------- | --------------------- | --------------------- | --------------------- | --------------------- | --------------------- | --------------------- | --------------------- | --------------------- | --------------------- | --------------------- | --------------------- |

Тхутхукуді посідає 29 місце в рейтингу «Національне місто чистого повітря» (категорія 3 населення під 3 лакхами міст) в Індії.

## Демографія
Тхутхукуді було портовим містом за часів португальської, голландської та британської влади в 16-19 століттях. Після 1907 року місто розширилося за рахунок громадських установ. Житловий і промисловий ріст був максимальним навколо доріг Палайямкоттай і Еттайяпурам між 1907 і 1930 роками.
| Релігія в місті Тутукуді (2011) | Релігія в місті Тутукуді (2011) | Релігія в місті Тутукуді (2011) | Релігія в місті Тутукуді (2011) | Релігія в місті Тутукуді (2011) |
| ------------------------------- | ------------------------------- | ------------------------------- | ------------------------------- | ------------------------------- |
|                                 |                                 |                                 |                                 |                                 |

Згідно з переписом 2011 року, населення міста Тхутхукуді становило 237 830 осіб із співвідношенням статей 1010 жінок на кожні 1000 чоловіків, що значно перевищує середній показник по країні (929). Середній рівень грамотності Тхутхукуді становив 92,10 %, причому грамотність чоловіків становила 94,84 %, а грамотність жінок — 89,37 %.
Загалом 24 959 були віком до шести років, з них 12 684 чоловіків і 12 275 жінок. Записані касти та занесені племена становили 7,42 % та 0,1 % населення відповідно. Усього в місті було 60 714 дворів. Усього було 83 669 робітників: 114 культиваторів, 154 основних сільськогосподарських робітників, 1 498 у домашньому господарстві, 77 420 інших робітників, 4 483 маргінальних робітників, 69 маргінальних робітників, 25 сільськогосподарських робітників, 280 маргінальних робітників у домашньому господарстві та 4 109 інших маргінальних робітників.
На момент перепису 2011 року населення міської агломерації Тхутхукуді становило 411 628 осіб. Усього віком до 6 років було 42 756 осіб.
Тамільська мова є основною мовою в місті, нею розмовляє майже 99 % населення. Діалектом є тамільська тхутхукуді, яка споріднена тамільській нелай. Також широко поширена англійська мова.
У муніципальній корпорації Тхутхукуді 65 % населення становлять індуїсти, 30 % християни та 5 % мусульмани. Загалом у міській агломерації 71 % є індуїстами, 25 % християнами та 4 % мусульманами.

## Економіка

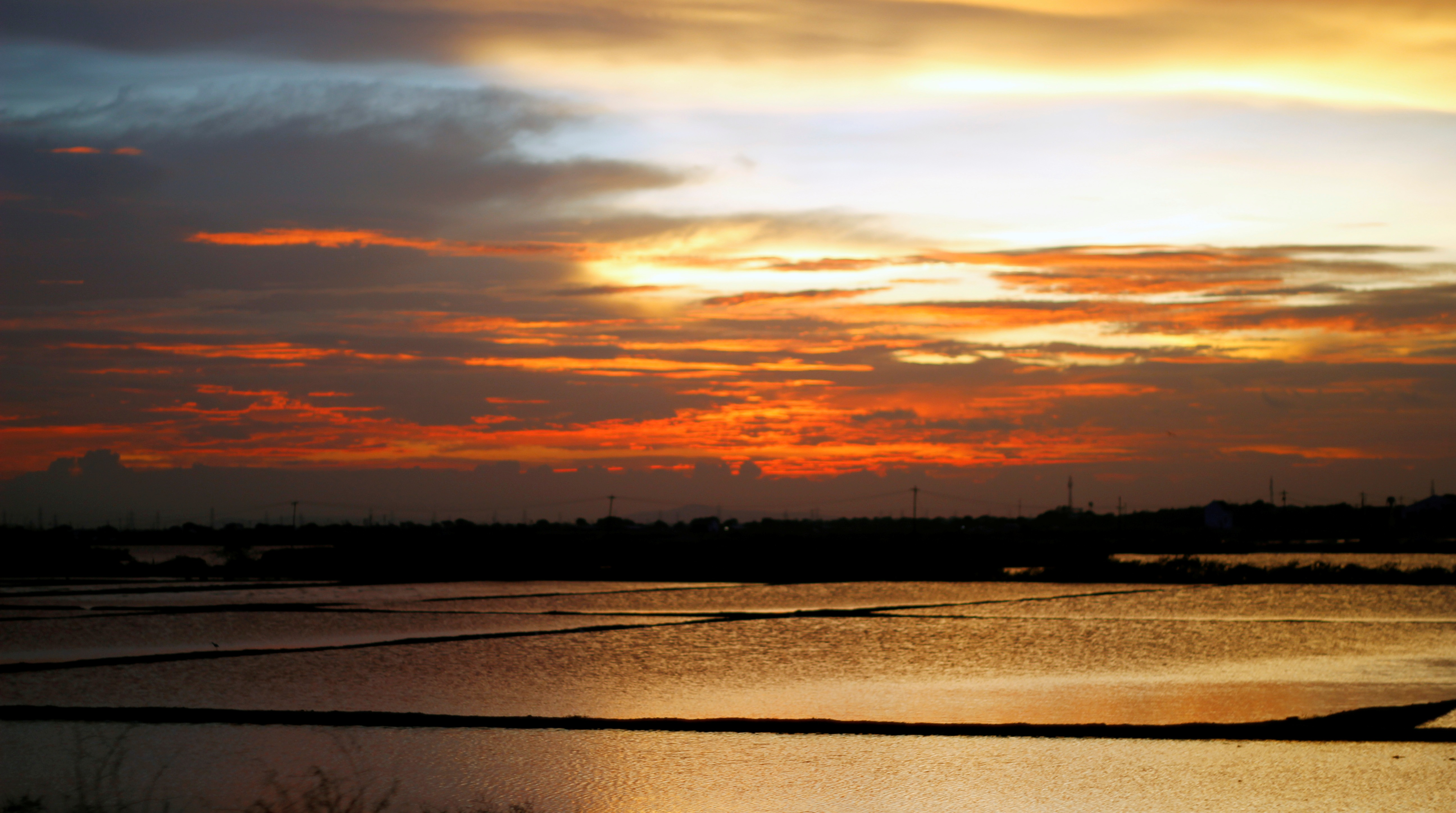
Солонці біля Тхутхукуді

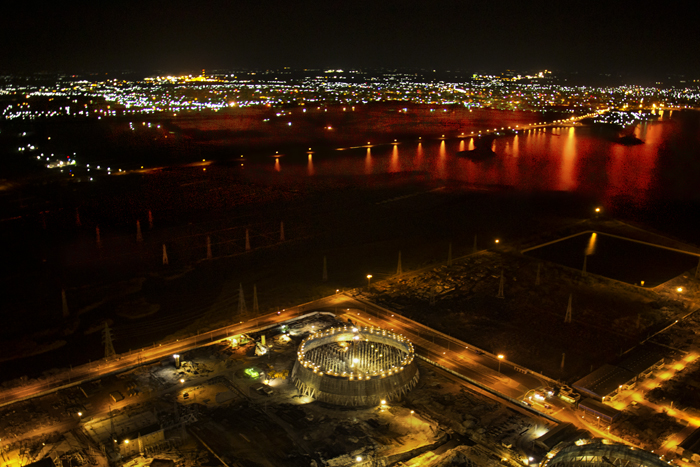
Нічні пейзажі міста Перл

Соляні копальні в місті та його околицях значною мірою сприяють економіці міста. Соляні промисли виробляють 1,2 мільйонів тонн солі щороку, що становить 90 % солі, виробленої у штаті, і 50 % необхідної для хімічної промисловості штату. Покійний промисловець і філантроп SKSCNadarajan, який був керівником різних комерційних і виробничих форумів, створив перше підприємство з виробництва йодованої солі в Тхутхукуді. Це було перше підприємство з виробництва йодованої солі в Південній Індії.
Іншими основними галузями промисловості є судноплавство, рибальство, сільське господарство, електроенергетика та хімічна промисловість. Рибальство є одним із найбільших вкладників у місцеву економіку. Рибальська гавань Тхутхукуді є однією з найстаріших і найбільших гаваней Тамілнаду.
Теплова електростанція Тхутхукуді має п'ять генераторів потужністю 210 МВт. Перший генератор був введений в експлуатацію в липні 1979 року, а нещодавно побудована теплова електростанція NLC і TANGEDCO потужністю 1000 МВт — теплоелектростанція NTPL. На додаток до цього є кілька приватних електростанцій, таких як Ind-Barath Thermal Power Limited, Coastal Energen Private Limited, Sterlite Industries Captive. Thoothukudi Spinning Mills Ltd, Southern Petrochemical Industries Corporation, Thoothukudi Alkali Chemicals and Fertilizers Limited, Heavy Water Board Plant, Venus Home Appliances, SKSCNadarajan & Bror. — Виробник солі, PSS Krishnamurthi Exports Private Limited, Madura Coats Private Limited, DCW Limited, Kilburn Chemicals Ltd, Nila Sea foods, Diamond Sea foods.
Maris Associates, VVD Coconut oil mill, AVM mill, Ramesh flowers, Agsar Paints і KSPS Salts — це деякі з дрібномасштабних і великомасштабних підприємств у місті. Тхутхукуді — місто, де розташована штаб-квартира провідного приватного банку Tamilnad Mercantile Bank Limited. Це один із найбільш швидкозростаючих банків Індії в період 2007—2012 років. Загальна вартість його бізнесу становить 360 мільярд. У 2014—2015 роках банк планує досягти 500 мільярдів індійських рупій. У місті також є науково-дослідний інститут, створений Центральним науково-дослідним інститутом морського рибальства, і лабораторія спецій, створена Радою спецій Індії.

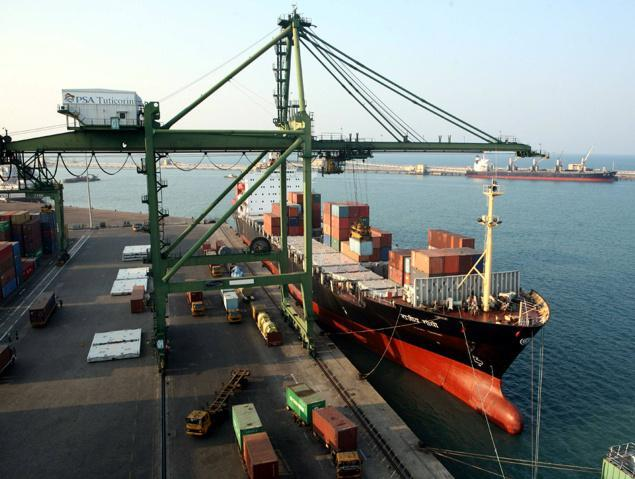
Адміністрація порту VO Chidambaranar

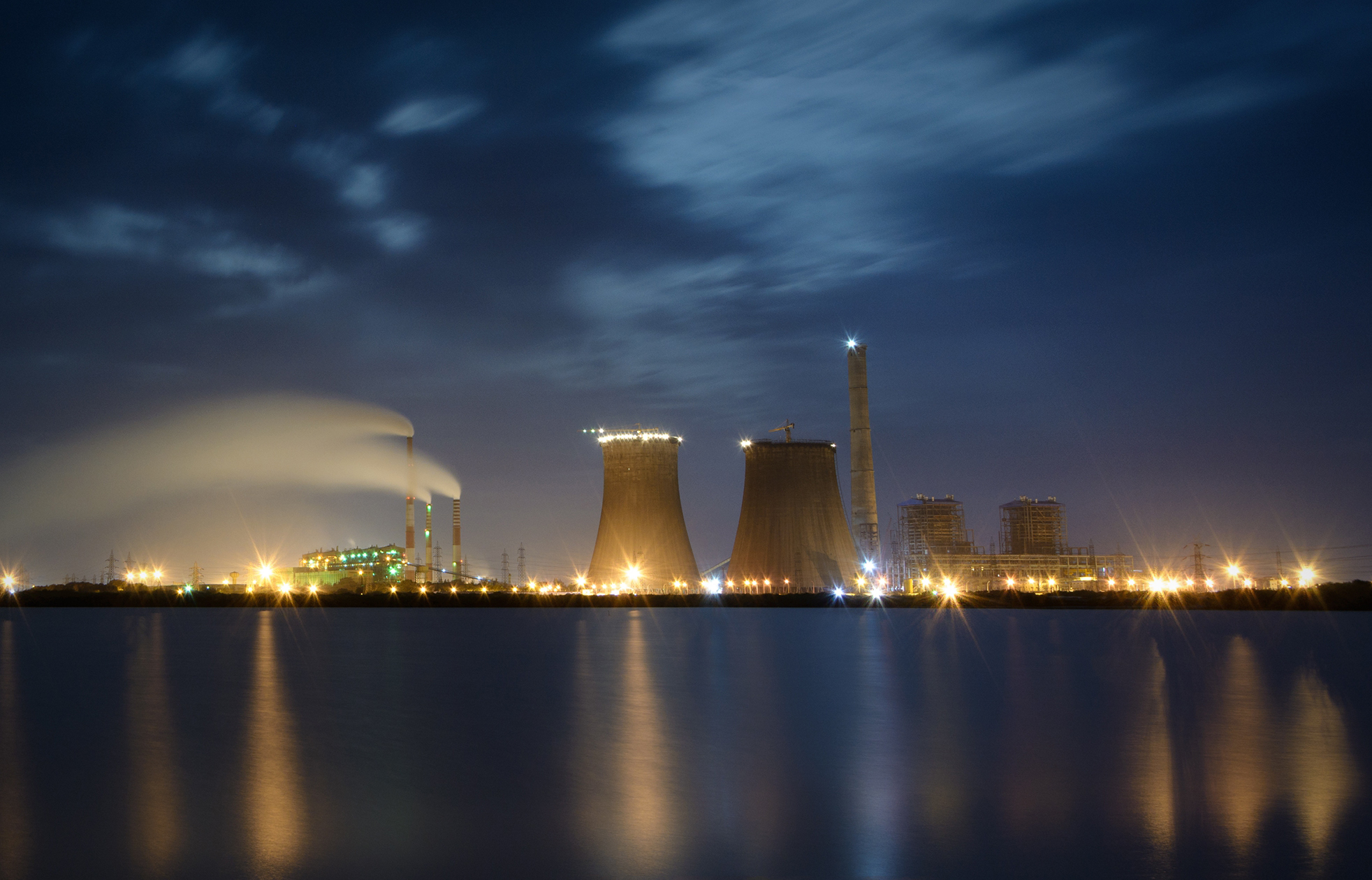
Теплова електростанція Тхутхукуді вночі

Thoothukudi також має державну корпорацію сприяння індустрії промислової зони Тамілнаду та індустріальну зону SIDCO, яка складається з кількох малих та середніх галузей промисловості. Щоб впоратися зі зростаючою торгівлею через Тхутхукуді, уряд Індії санкціонував будівництво всепогодного порту в Тхутхукуді. 11 липня 1974 року нещодавно побудований VO Chidambaranar Port Authority був оголошений десятим великим портом в Індії, поступаючись лише порту JN (Мумбаї) за розміром. Тхутхукуді — це штучний порт. Під час бюджету союзу на 2014—2015 рр. центральний уряд схвалив Програму розвитку зовнішньої гавані на суму 11 500 крор для порту Тхутхукуді, яка, як очікується, дасть поштовх експортно-імпортному сектору на півдні Тамілнаду. Проект розпочнеться у 2015 році та завершиться до 2020 року. DPR для Зовнішньої гавані нещодавно було випущено міністром судноплавства Союзу. Будучи портовим містом, майже всі великі логістичні компанії (такі як St John Freight Systems) відкрили офіси в Тхутхукуді. У порту також є спеціальний контейнерний термінал, яким керує PSA International. Порт нещодавно почав експлуатацію 2-го контейнерного терміналу ABG (DBGIT) Pvt Ltd. У 2013—2014 роках порт перевантажив 0,5 мільйона TEU і став третім за величиною контейнерним портом серед великих портів Індії. Порт також є важливим портом через те, що він розташований поблизу міжнародного морського шляху Схід-Захід. Порт має пряме сполучення з усіма великими портами світу, такими як Коломбо, Сінгапур, JNPT (Мумбаї), Мундра, Джебель-Алі, Салала, Роттердам, Карачі, Гонконг та багато інших. Це третій міжнародний порт у Тамілнаду та другий всепогодний порт. Порт також сприяє збільшенню туризму в регіоні. Було відкрито нову поромну переправу між Тхутхукуді та Коломбо. Командувач станції індійської берегової охорони Тхутхукуді розташований у Тхутхукуді, Тамілнаду під оперативним та адміністративним контролем командувача регіону берегової охорони (Схід), Ченнаї. Станція берегової охорони Тхутхукуді була введена в експлуатацію 25 квітня 1991 року віце-адміралом SW Lakhar, NM, VSM і тодішнім генеральним директором берегової охорони. Командир станції відповідає за операції берегової охорони в цій зоні юрисдикції в затоці Маннар.
Тхутхукудіє кінцевою точкою запропонованого промислового коридору Мадурай-Тхутхукуді. Дослідження для цього коридору було нещодавно завершено урядом Тамілнаду. Коридор складатиметься з чотирьох виробничих регіонів, одного аграрного регіону, двох бізнес-інвестиційних регіонів, спеціальної туристичної зони, одного хабу сільського туризму та одного хабу знань. За оцінками уряду, цей коридор залучить 1 900 000 крор промислових інвестицій протягом 10 років. Уряд штату нещодавно сформував спеціальну організацію (SPV) для швидкої реалізації проекту. Майбутня нова залізнична лінія від Мадурая до Тхутхукуді через Аруппукотай, Еттаяпурам стане основою для розвитку цього коридору. Міністерство залізниць Індії також завершило обстеження залізничного маршруту східного узбережжя від Караікуді до Каньякумарі через Тутікорін, також очікує на схвалення, наразі проект відкладено Радою залізниць.

## Розваги та дозвілля
Тхутхукуді має Всеіндійську радіостанцію, яка передає зовнішні послуги AIR для Південної Азії англійською, сингальською та тамільською мовами (1053 кГц). FM-радіостанції в місті Тхутхукуді: Suryan FM (93.5 МГц), Hello FM (106,4 МГц). Тхутхукуді є місцем посадки для першого підводного кабелю BSNL, що з'єднує Тхутхукуді з Коломбо.
У місті є багатоцільовий стадіон Таруваї, який підтримується Управлінням розвитку спорту штату Тамілнаду. Thoothukudi Gymkhana Club має два тенісних корти з синтетичним покриттям. Тхутхукуді є єдиним іншим місцем після Ченнаї в Тамілнаду, де є така сучасна споруда. Тхутхукуді відомий своїми хлібобулочними виробами, особливо макарунами. Це легкий випіканий кондитерський виріб із такими інгредієнтами, як мигдаль, кокоси та горіхи. Мигдальне печиво Thoothukkudi дещо відрізняється від європейського макаруну, оскільки основним інгредієнтом є кеш'ю.

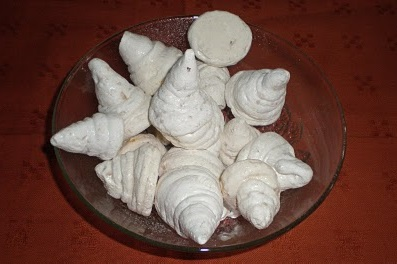
Макрони Thoothukkudi

Храм Шанкара Рамешварар Уданурай Пагампрія, храм Вайкундапаті Перумал і мечеть Джамія в центрі міста та базиліка Богоматері Сніжної в Кадаркараї Салай є головними релігійними пам'ятками міста. Церква приваблює багато відвідувачів по всій країні і є одним із католицьких центрів паломництва в Індії, присвячених Діві Марії. Церковний фестиваль, який відзначається щорічно протягом останнього тижня липня та першого тижня серпня, фестивалі храму Шиви, такі як Аді Амавасай, Састі та фестивалі колісниць Чіттирай, є головними святами країни.
Бгарат Ратна Пуратчі Талайвар MGR Park і Rajaji Park у Tamizh Salai, Nehruji Beach Park і Roche Park в Kadarkarai Salai, MGR Park в Kamarajar Salai, Sankara Narayanan Park в Tooveypuram, Kakkan Park у Boltenpuram і State Bank Colony Park є привабливими корпоративними парками в місті.
Пляж Гарбор у Джавагарлал Неру Салаї та пляж Муту Нагар у Кадаркарай Салаї є основними пляжами міста. Неподалік від міста розташовані численні острови, а саме Заячий острів (до якого можна дістатися по дорозі), острів Налла Танні, який приваблює багато відвідувачів у вихідні та фестивальні сезони. У струмку навпроти парку Рош є еко-парк із заняттями для каякінгу, який працює щодня з 6 ранку до 6 вечора. На пляжі Муту Нагар є різноманітні види водного спорту, зокрема катання на водних лижах, водних скутерах, віндсерфінг, весловий серфінг, атракціони, катання на банані, риболовля, підводне плавання та підводне плавання.
Cleopatra Multiplex, KSPS Ganapathy Kalaiarangam, Perison Plaza Multiscreen, Sathya Theatre і Sri Balakrishna Talkies — це кінотеатри міста для кінорозваг.

## Транспорт

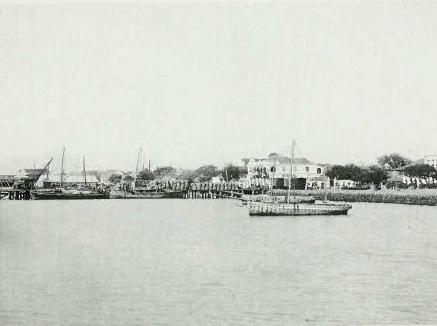
Порт Тхутхукуді під час президентства в Мадрасі, приблизно 1913 рік

Тхутхукуді має розгалужену транспортну мережу та добре сполучене з іншими великими містами автомобільним, залізничним, повітряним і морським транспортом. Корпорація підтримує загальну довжину 428,54 км (266,28 миля). Місто має 37,665 км (23,404 миля) бетонних доріг, 329,041 км (204,457 миля) доріг із чорним покриттям, 56,592 км (35,165 миля) дороги, пов'язані з водою та 5,242 км (3,257 миля) земляні дороги. Основні дороги в межах міста: Таміж Салай, що з'єднує NH-138, Еттаяпурам Салаї, що з'єднує NH-38, Раманатхапурам Салаї, що з'єднує SH-49, Тіручендур Салаї, що з'єднує SH-176, VO Chidambaranar Salai та Victoria Extension Road. Шосе VOC Salai за містом з'єднує адміністрацію порту, теплову електростанцію, промисловість SPIC і NH-38. У місті є дві автобусні зупинки: автобусна станція Perarignar Anna в Мінакшіпурам-Прадгана-Салаї та нова автобусна станція Тхутхукуді в Еттаяпурам-Салаї. Близько 700 автобусів курсують із цих двох автобусних станцій у місцеві та міжміські напрямки.
Державна транспортна корпорація Тамілнаду здійснює щоденні послуги, що з'єднують різні міста з Тхутхукуді. Нова регіональна штаб-квартира TNSTC створюється в Тхутхукуді, що забезпечує кращий транспорт державними автобусами. Корпорація функціонує комп'ютеризований центр бронювання на автовокзалі міста. Державна експрес-транспортна корпорація управляє міжміськими автобусами, що з'єднують місто з такими важливими містами, як Бенгалуру, Ченнаї, Веллуру, Нагапаттінам і Каньякумарі. Тхутхукуді, будучи портовим містом, має багато контейнерних перевезень. Станом на  2008 рік, кількість контейнеровозів, які в'їжджають у місто — 1000. Розширення ECR від Тхутхукуді до Каньякумарі через Тіручендур і Куданкулам вартістю  2.57 мільярд санкціоновано та триває.
Залізнична станція Тхутхукуді — одна з найстаріших і популярних залізничних станцій в Індії. Це одна з небагатьох станцій у південному Тамілнаду, де є об'єкт Pitline для очищення та технічного обслуговування залізничних вагонів, що полегшує роботу поїздів далекого сполучення із Тхутхукуді. Лінія між Мадураєм і Тхутхукуді була відкрита в 1874 році. Лінії, що з'єднуються з Тхутхукуді, нещодавно електрифікуються. Тхутхукуді має пряме щоденне залізничне сполучення з Ченнаї, Майсуром, Коїмбатором, Окхою, Тірунелвелі. Вівек Експрес, який сполучає Тхутхукуді з Окхою. Pearl City Express, який сполучає Тхутхукуді зі станцією Chennai Egmore, є одним із престижних поїздів Південної залізниці. Нещодавно було введено 8 автобусів до Гуруваюр Експрес, які сполучають Тхутхукуді з Ченнаї вдень. Південно-Індійська залізниця поклала початок Мадрасу – Послуга Тхутхукуді, що з'єднується з човном до Цейлону в 1899 році. У 2007 році станцію було оголошено зразковою станцією, і зараз триває кілька інфраструктурних розробок. Є також зупинна залізнична станція, відома як Туті-Мелур.
Аеропорт Тхутхукуді розташований за адресою Вагайкулам, 14 км (9 миля) від центру міста. Він має рейси до Бенгалуру та Ченнаї, які виконує IndiGo, щодня виконує чотири рейси до Ченнаї та одну поїздку до Бенгалуру. Уряд штату та адміністрація аеропорту Індії планує подовжити злітно-посадкову смугу та модернізувати аеропорт, щоб обслуговувати більше трафіку та більші літаки. Процес придбання землі завершено, і AAI готова розпочати роботи з розширення. Було заплановано будівництво нового терміналу та розширення злітно-посадкової смуги, щоб полегшити рух Airbus A320 і Boeing 737. У 2009 році була також пропозиція щодо нового аеропорту. Аеропорт Мадурай є найближчим митним аеропортом із щоденними міжнародними сполученнями з Коломбо та Дубаєм. Міжнародний аеропорт Тхіруванантхапурам у Кералі є найближчим міжнародним аеропортом, розташований приблизно за 200 км (124 миля).
VO Chidambaranar Port Authority — це штучна глибоководна гавань. Це один із головних портів Індії. Розкішний поромний лайнер Scotia Prince здійснював поромне сполучення до Коломбо, Шрі-Ланка. Поромне сполучення між двома країнами було відновлено після більш ніж 20 років.

## Муніципальне управління та політика
Муніципалітет Тхутхукуді був заснований у 1866 році під час Британського Раджу. 5 серпня 2008 року його було підвищено до муніципальної корпорації, що привело до площі 90,663 км2 (35,005 миля2) в межах міста. Муніципальна корпорація має чотири зони, а саме Північ, Схід, Захід і Південь. Корпорація має 60 округів, і для кожного з них є обраний радник. Функції корпорації поділяються на шість відділів: загального управління та персоналу, інженерії, доходів, охорони здоров'я, містобудування та інформаційних технологій (ІТ). Усі ці департаменти перебувають під контролем муніципального комісара, який є виконавчим головою. Законодавча влада надається органу з 60 членів, по одному від кожного з 60 округів. Законодавчий орган очолює обраний мер, якому допомагає заступник мера. Місто Тхутхукуді є штаб-квартирою округу Тхутхукуді.

### Посадові особи муніципальної корпорації
Виборні члени
| Вибори   | Позиція                   | Ім'я        | Політична партія | Політична партія         | Термін перебування на посаді | Термін перебування на посаді | Термін перебування на посаді |
| Вибори   | Позиція                   | Ім'я        | Політична партія | Політична партія         | Прийняв посаду               | Вийшов з офісу               | Час в офісі                  |
| -------- | ------------------------- | ----------- | ---------------- | ------------------------ | ---------------------------- | ---------------------------- | ---------------------------- |
| 2022 рік | міський голова            | П. Джеґан   |                  | Дравіда Муннетра Каракам | 4 березня 2022 р.            | Діючий                       | 3 роки, 22 дні               |
| 2022 рік | Заступник міського голови | С. Дженітта |                  | Дравіда Муннетра Каракам | 4 березня 2022 р.            | Діючий                       | 3 роки, 22 дні               |

Комісар
| Ім'я          | Термін перебування на посаді | Термін перебування на посаді | Термін перебування на посаді |
| Ім'я          | Прийняв посаду               | Вийшов з офісу               | Час в офісі                  |
| ------------- | ---------------------------- | ---------------------------- | ---------------------------- |
| Л. Мадгубалан | 15 лютого 2024 р             | Діючий                       | 1 рік, 39 днів               |

Тхутхукуді підпорядковується виборчому округу Тхутхукуді, і він обирає члена Законодавчої асамблеї Тамілнаду раз на п'ять років. Після виборів 1952 року місце в асамблеї п'ять разів отримував Індійський національний конгрес (ІНК) під час виборів 1952, 1957, 1958, 1960 і 1962 років; Дравіда Муннетра Каракам (ДМК) сім разів під час виборів 1967, 1971, 1989, 1996, 2006, 2016 і 2021 років; і All India Anna Dravida Munnetra Kazhagam (AIADMK) шість разів під час виборів 1977, 1980, 1984, 1991, 2001 і 2011 років. Виборчий округ Тхутхукуді Лок Сабга спочатку був частиною виборчого округу Тірунелвелі та був розділений на виборчі округи Тірунелвелі та Тхутхукуді під час виборів Лок Сабга 2009 року. Виборчий округ був утворений після делімітації 2008 року з такими виборчими округами: Вілатхікулам, Тхутхукуді, Тіручендур, Шрівайкунтам, Оттапідарам і Ковільпатті.

### Законодавчі лідери
| № | Ім'я                              | Термін повноважень | Термін повноважень | Лок Сабха (Election) | Політична партія                             | Політична партія                                                                    |
| № | Ім'я                              | Прийняв посаду     | Вийшов з офісу     | Лок Сабха (Election) | Політична партія                             | Політична партія                                                                    |
| - | --------------------------------- | ------------------ | ------------------ | -------------------- | -------------------------------------------- | ----------------------------------------------------------------------------------- |
| 1 | СР Джеядурай                      | 1 червня 2009 р    | 18 травня 2014 р   | 15-й (2009)          | Дравіда Муннетра Каракам                     | style="background-color:Шаблон:Dravida Munnetra Kazhagam/meta/color;" width=10px \| |
| 2 | Дж. Джаясінґг Тіяґарадж Наттерджі | 4 червня 2014 р    | 24 травня 2019 р   | 16-й (2014)          | #C0C0C0                                      |                                                                                     |
| 3 | Каніможі Карунанідхі              | 18 червня 2019 р   | 5 червня 2024 р    | 17-й (2019)          | Дравіда Муннетра Каракам \|rowspan=2 #C0C0C0 |                                                                                     |
| 3 | Каніможі Карунанідхі              | 25 червня 2024 р   | Діючий             | 18-й (2024)          | Дравіда Муннетра Каракам \|rowspan=2 #C0C0C0 |                                                                                     |

#### Списокчленівзаконодавчих зборів
| №    | Ім'я                    | Термін повноважень | Термін повноважень | Асамблея (Election) | Політична партія                         | Політична партія  |
| №    | Ім'я                    | Assumed office     | Left office        | Асамблея (Election) | Політична партія                         | Політична партія  |
| ---- | ----------------------- | ------------------ | ------------------ | ------------------- | ---------------------------------------- | ----------------- |
| 1    | J. L. P. Roche Victoria | 3 травня 1952      | 31 березня 1957    | 1st (1952)          | Індійський національний конгрес          | rowspan=5 #C0C0C0 |
| 2    | P. P. M. T. Ponnuswami  | 29 квітня 1957     | 24 квітня 1958     | 2nd (1957)          | Індійський національний конгрес          |                   |
| 3    | A. Samuel               | 3 вересня 1958     | 29 липня 1959      | 2nd (1957)          | Індійський національний конгрес          |                   |
| 4    | R. J. Sundar Singh      | 10 березня 1960    | 1 березня 1962     | 2nd (1957)          | Індійський національний конгрес          |                   |
| 5    | S. Ponnusamy            | 29 березня 1962    | 28 лютого 1967     | 3rd (1962)          | Індійський національний конгрес          |                   |
| 6    | M. S. Sivasami          | 15 березня 1967    | 5 січня 1971       | 4th (1967)          | Дравіда Муннетра Каракам                 | rowspan=2 #C0C0C0 |
| 7    | R. Ramalingam           | 22 березня 1971    | 31 січня 1976      | 5th (1971)          | Дравіда Муннетра Каракам                 |                   |
| 8    | N. Dhanasekaran         | 4 липня 1977       | 17 лютого 1980     | 6th (1977)          | All India Anna Dravida Munnetra Kazhagam | rowspan=3 #C0C0C0 |
| 9    | S. N. Rajendran         | 19 червня 1980     | 15 листопада 1984  | 7th (1980)          | All India Anna Dravida Munnetra Kazhagam |                   |
| 9    | S. N. Rajendran         | 25 лютого 1985     | 30 січня 1988      | 8th (1984)          | All India Anna Dravida Munnetra Kazhagam |                   |
| 10   | N. Periyasamy           | 6 лютого 1989      | 30 січня 1991      | 9th (1989)          | Дравіда Муннетра Каракам                 | #C0C0C0           |
| 11   | V. P. R. Ramesh         | 1 липня 1991       | 13 травня 1996     | 10th (1991)         | All India Anna Dravida Munnetra Kazhagam | #C0C0C0           |
| (10) | N. Periyasamy           | 22 травня 1996     | 14 травня 2001     | 11th (1996)         | Дравіда Муннетра Каракам                 | #C0C0C0           |
| 12   | S. Rajammal             | 22 травня 2001     | 12 травня 2006     | 12th (2001)         | All India Anna Dravida Munnetra Kazhagam | #C0C0C0           |
| 13   | P. Geetha Jeevan        | 17 травня 2006     | 14 травня 2011     | 13th (2006)         | Дравіда Муннетра Каракам                 | #C0C0C0           |
| 14   | S. T. Chellapandian     | 23 травня 2011     | 21 травня 2016     | 14th (2011)         | All India Anna Dravida Munnetra Kazhagam | #C0C0C0           |
| (13) | P. Geetha Jeevan        | 25 травня 2016     | 3 травня 2021      | 15th (2016)         | Дравіда Муннетра Каракам                 | rowspan=2 #C0C0C0 |
| (13) | P. Geetha Jeevan        | 11 May 2021        | Покладений         | 16th (2021)         | Дравіда Муннетра Каракам                 |                   |

## Освіта та комунальні послуги
У місті Тхутхукуді є 31 школа, 10 з яких управляються муніципальною корпорацією. Діє 31 гімназія та середня школа, одна з яких державна. Тутікорин має високі рівні грамотності та нижчий розрив у рівні грамотності між чоловіками та жінками. У місті функціонують п'ять художньо-наукових коледжів, три політехніки. Він також має коледж рибальства на околицях, пов'язаний з Університетом рибальства Тамілнаду доктора Дж. Джаялалітхаа, Нагапаттінам. У місті є один державний і багато приватних інженерних коледжів, пов'язаних з Університетом Анни, а також коледжі мистецтв на дорозі Таміж Салай і Тіручендур. Також є державний медичний коледж і лікарня. Коледжі є філією університету Манонманіам Сундаранар у Тірунелвелі. Є також три Інститути промислового навчання (ITI) і близько 50 комп'ютерних навчальних центрів. У місті є лікарня Державного медичного коледжу, а на об'їзній дорозі будується нова лікарня ESI.
Електропостачання міста регулюється та розподіляється Управлінням з питань електроенергії Тамілнаду (TNEB). Використання пластикових поліетиленових пакетів заборонено в межах корпорації. Тхутхукуді є штаб-квартирою регіону Тхутхукуді TNEB, який має чотири підрозділи. Місто разом із передмістями утворює коло розподілу електроенергії Тхутхукуді. У регіональному штабі працює головний інженер з розподілу. Водопостачання забезпечується міською корпорацією Тхутхукуді з Тамібарані за допомогою 8 підвісних резервуарів. У період 2010—2011 рр. для домогосподарств міста щодня постачалося 21 млн літрів води.
Близько 96 метричних тонн твердих відходів збираються з міста щодня шляхом збору від дверей до дверей, а потім розділення джерела та звалище здійснюється санітарним відділом муніципальної корпорації Тхутхукуді. станом на  2011 ефективність охоплення поводженням з ТПВ становила 94 %. Підземна дренажна система була створена в 1984 році і охоплює лише окремі зони території корпорації. Інша каналізаційна система для видалення осаду проходить через септики та громадські зручності. Загалом корпорація обслуговує 69,47 кілометра (43,17 миля) зливової каналізації. Корпорація управляє п'ятьма фельдшерсько-акушерськими пунктами по всьому місту. Окрім них, існують різні приватні лікарні та клініки, які піклуються про потреби громадян у сфері охорони здоров'я.
Тхутхукуді належить до Тхутхукуді Telecom District Bharat Sanchar Nigam Limited (BSNL), індійського державного телекомунікаційного та інтернет-провайдера. Доступні мобільні послуги Глобальної системи мобільного зв'язку (GSM) і множинного доступу з кодовим розділенням (CDMA). Окрім телекомунікацій, BSNL також надає послуги широкосмугового доступу до Інтернету. Тхутхукуді — одне з небагатьох міст в Індії, де доступна інтернет-служба Netone на основі ідентифікації лінії абонента (CLI) BSNL.

## Екологічні питання
Забруднення повітря є основною екологічною проблемою, з якою стикається Тхутхукуді, водночас забруднення води та шум також є екологічними проблемами. Тхутхукуді є єдиним містом у штаті Тамілнаду, яке Міністерство охорони навколишнього середовища включило до списку міст, які не відповідають вимогам, головним чином на основі надлишку PM10 відповідно до Національної програми моніторингу якості атмосферного повітря (NAMP) на період 2011—2015 років.
У місті багато червоних промислових підприємств, у результаті чого PM10 — крихітні частинки в повітрі, у сім разів дрібніші за людське волосся, — перевищує національні стандарти (60 мікрограмів на кубічний метр, або мкг/м3) приблизно на 200 відсотків. Індійські стандарти для частинок PM10 у три рази перевищують стандарти ВООЗ для частинок PM10, тобто 20 мікрограмів на кубічний метр. Екологи звинувачують державні та приватні вугільні теплові електростанції, мідеплавильний завод і хімічну промисловість у забрудненні повітря в Тхутхукуді.
Дослідження 2010 року,  опубліковане в Journal of Ecobiotechnology, називає промислове забруднення в Тхутхукуді основною причиною різноманітних проблем зі здоров'ям. Респонденти дослідження мали різні проблеми зі здоров'ям, такі як шкірні захворювання, подразнення очей, астма, алергія, проблеми з диханням, рак і гіпертонія. Дослідження також показало, що промислові відходи та інші хімічні забруднювачі, які потрапляють у водні шляхи через сільськогосподарські стоки, зливові стоки та промислові викиди, можуть зберігатися в навколишньому середовищі протягом тривалого часу та переноситися водою чи повітрям на великі відстані. Вони порушують функцію ендокринної системи, що призводить до репродуктивних проблем, розвитку та поведінки. Ендокринні руйнівники знижують фертильність і збільшують кількість мертвонароджених, вроджених вад і гормонально залежних ракових захворювань, таких як рак молочної залози, яєчок і простати. Вплив на нервову систему, що розвивається, може включати порушення розумового та психомоторного розвитку, а також когнітивні порушення та аномалії поведінки. Подібні дослідження спонукали жителів Тхутхукуді протестувати проти відкриття заводу Sterlite у травні 2018 року. 22 числа того ж місяця поліція відкрила вогонь по протестувальниках, убивши 13 і поранивши 102. Невдовзі завод закрили.

## Науково-дослідні інститути/центри
Є багато центральних і державних державних дослідницьких інститутів/центрів, які також розташовані всередині та на околицях міста Тхутхукуді. Це: Коледж і дослідницький інститут рибальства (FCRI) на вулиці Харбор-байбас-роуд, Науково-дослідний центр Тхутхукуді Центрального дослідницького інституту морського рибальства (CMFRI) на дорозі Біч, Інститут морських досліджень Суганті Девадасон (SDMRI) на дорозі Біч, Інформаційний центр CSIR — Центральний електрохімічний науково-дослідний інститут (CERI) у районі нової гавані, Тхутхукуді та Субрегіональний офіс The Управління розвитку експорту морської продукції (MPEDA) у Міллерпурамі.